# Urtica atrovirens
Urtica atrovirens là loài thực vật có hoa trong họ Tầm ma. Loài này được Req. ex Loisel. miêu tả khoa học đầu tiên năm 1827.